# Château de Faîte
Le château de Faîte est un château fort en ruines situé dans la commune française de Wisembach, dans le département des Vosges. 

## Situation géographique
Le château de Faîte est implanté sur le Roc du Haut de Faîte, à proximité du col de Sainte-Marie sur la route départementale 459 (ancienne route nationale 59), à 884 m d'altitude. Sa localisation est indiquée sur les cartes IGN au 25:000.

### Accès
Emprunter le sentier balisé à proximité du cimetière militaire du col de Sainte-Marie. On accède au site après dix minutes de forte montée.

## Histoire
Si aujourd'hui le site est envahi par les ronces et les orties rendant sa visite hasardeuse, les vestiges du château de Faîte témoignent d'une histoire de quelque 600 ans.

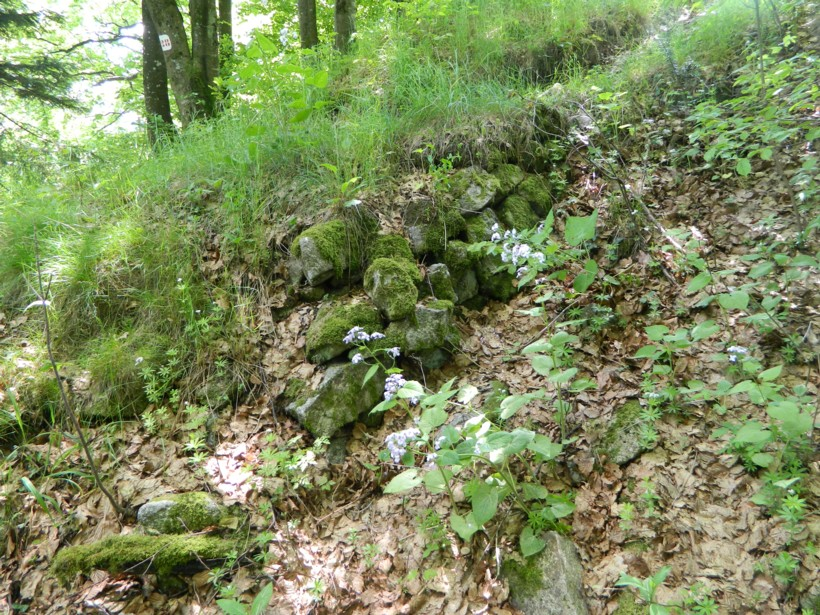
Vestiges de mur médiéval.

Édifié sur l’ordre du duc Thiébaud II de Lorraine en 1306, le château est nommé Châtel-sur-Faîte. Il a pour fonction d'assurer la sécurité des mines d'argent ducales de La Croix-aux-Mines et d'appuyer un autre château ducal, le Haut-Échery qui protège la partie lorraine des mines de Sainte-Marie-aux-Mines. Il commande le passage du col de Sainte-Marie, le châtelain est chargé d'y collecter un péage.
En 1674, le duc Charles IV de Lorraine exilé à la suite de l'invasion du pays par les troupes françaises s'est réfugié en Franche-Comté. Le 12 décembre, il s'empare du château occupé par les Français et s'y retranche. Le comte de Bourlémont sous les ordres de Turenne tente de l'en déloger, sans succès. Charles IV est victorieux et fait un nombre impressionnant de prisonniers. Malheureusement, cette victoire ne lui permettra pas de reconquérir son trône. Il faudra attendre l'avènement du duc Léopold pour que la Lorraine retrouve provisoirement son indépendance.

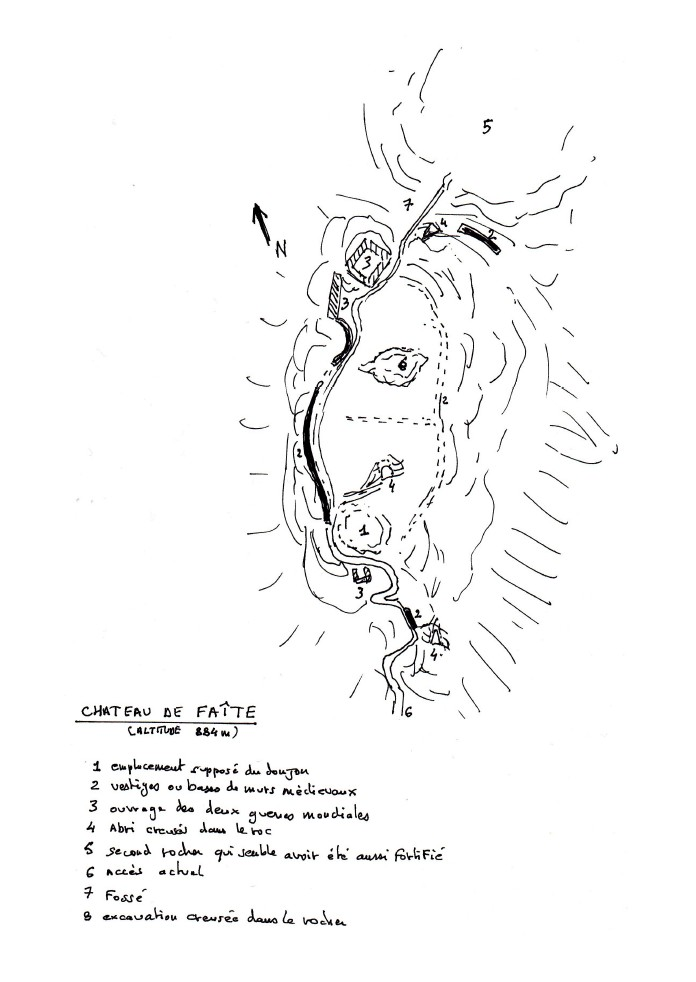
Croquis du château de Faîte relevé sur place.

À la Révolution, la place est en ruine. Vendue comme bien national, elle est achetée par un habitant de Wisembach qui l'exploite comme carrière de pierres.
En 1914, les Français occupent le château qu'ils transforment en casemate. Changeant plusieurs fois d’occupant, le site souffre des combats.
Le 19 juin 1940, le 230e régiment de fortification qui réoccupe la place, en est délogé par les Allemands, qui y resteront quatre ans, avant d'en être chassés par le 142e RI américain.

## Éléments d'architecture
Il est bien difficile d'identifier les restes médiévaux parmi les casemates des deux conflits mondiaux construites sur les ruines.